# تیروئیدیت

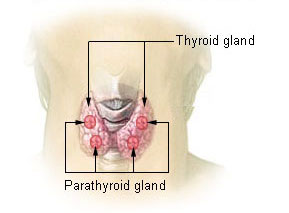

تیروییدیت یا سپردیس‌آماس بیماری است که در آن غده تیرویید ملتهب می‌شود. غده تیرویید یک عضو زاینده هورمون در قاعده گردن، کنار نای است. معمولاً افراد میان‌سال ۳۰ تا ۵۰ ساله از هر دو جنس را مبتلا می‌کند ولی در زنان شایع‌تر است.

## انواع
شایعترین نوع این بیماری تیروییدیت هاشیموتو، تیروییدیت لنفوسیتیک یا تیروییدیت خودایمن نیز خوانده می‌شود که التهاب مزمن همراه با ارتشاح لنفوسیتی است. تیروییدیت تحت حاد، تیروییدیت گرانولوماتوز، تیروئیدیت پس از زایمان، تیروئیدیت خاموش، تیروئیدیت ناشی از دارو، تیروئیدیت ریدل (Riedel's thyroiditis) و تیروئیدیت حاد سایر انواع می‌باشند. به ندرت این بیماری به دنبال عفونت ویروسی رخ می‌دهد و انواع نادرتر دیگری نیز دارد.
بزرگی، درد و حساسیت به لمس در غده تیرویید، تب، درد فک یا گوش (بعضی وقت‌ها)، پرکاری تیرویید (ضربان قلب سریع، عصبی شدن، لرزش و کاهش وزن سریع) از نشان‌های این بیماری هستند.